# Zeitlohn
Der Zeitlohn bzw. das Zeitentgelt ist eine Form des Arbeitsentgeltes, bei welcher der Arbeitnehmer sein Entgelt ausschließlich auf Grundlage der geleisteten Arbeitszeit erhält. Im jeweiligen regionalen Entgelt-Rahmentarifvertrag der Metall- und Elektroindustrieindustrie ist beispielsweise geregelt, dass im Zeitentgelt keine Leistungsdaten (z. B. Vorgabezeiten) vorgegeben werden dürfen – mit Ausnahme allgemeiner Arbeitsvorschriften.

## Allgemeines
Handelt es sich bei der zugrunde gelegten Zeiteinheit um eine Stunde, spricht man vom Stundenlohn.  In einigen Branchen wird auch im Zeitlohn ein Monatslohn bzw. ein Monatsentgelt vereinbart. Die Umrechnung erfolgt nach folgender Formel:
Stundenentgelt mal wöchentliche Arbeitszeit mal 4,35 = Monatsentgelt. Der gesetzliche Mindestlohn wird als Stundenlohn ausgewiesen.
Arbeitsmenge und Arbeitsqualität der tatsächlichen Arbeitsleistung bleiben bei der Entgeltberechnung unberücksichtigt, nicht dagegen die Arbeitsanforderungen. Eine Veränderung der Arbeitsintensität wirkt sich deshalb nicht auf den Zeitlohn aus. Der Arbeitgeber trägt daher zunächst das Risiko von Minderleistungen des Arbeitnehmers. Häufig wird deshalb der Zeitlohn durch eine Leistungszulage ergänzt.
An der Arbeitszeit orientierte Entgeltmodelle finden trotz geringer entgeltlicher Leistungsanreize vielfach Verwendung. Üblich sind sie vor allem bei qualitativ hochwertigen Arbeiten, an gefährlichen Arbeitsplätzen, bei festgelegter Arbeitsgeschwindigkeit (zum Beispiel Fließband) oder bei Bereitschaftsdiensten.
Derzeit gibt es in Deutschland starke und bereits seit Jahrzehnten anhaltende Bestrebungen, Lohn und Gehalt zu vereinheitlichen und unter dem Begriff Entgelt zusammenzuführen. Tarifrechtlich ist dies in den zentralen Tarifverträgen (Beispiel: Tarifvertrag über das Entgelt-Rahmenabkommen) bereits umgesetzt und in einer Reform der gesetzlichen Rentenversicherung ebenfalls angepasst. Deshalb ist es angebracht, statt von Zeitlohn von Zeitentgelt zu sprechen.

## Stundenlohn in Deutschland
Der mittlere Bruttostundenlohn für Arbeit in den einkommensschwächsten 10 % betrug 2010 5,03 € (nach Preisen von 2005), bei den einkommensstärksten 10 % 27,77 €. (Die Zahlen berücksichtigen keine Auszubildenden oder Personen in arbeitsmarktpolitischen Beschäftigungsmaßnahmen.) Der mittlere Lohn betrug 2010 12,84 €. Das ist gegenüber 2000 kaufkraftbereinigt ein Rückgang −2,3 %, gegenüber 2005 sogar ein Rückgang von −4,9 %
Kaufkraftbereinigt sind in Deutschland die Stundenlöhne zwischen 2000 und 2010 deutlich gesunken. Insbesondere die der unteren 30 %, nämlich um 10,6 %. Nur die Stundenlöhne der einkommensstärksten 10 % sind gestiegen.
| Gruppe                   | 2000  | 2005  | 2010  | Veränderung in % 2000–2010 | Veränderung in % 2000–2005 | Veränderung in % 2005–2010 |
| ------------------------ | ----- | ----- | ----- | -------------------------- | -------------------------- | -------------------------- |
| unterste 10 %            | 5,63  | 5,16  | 5,03  | −10,6                      | −8,3                       | −2,5                       |
| zweite 10 %              | 8,21  | 7,74  | 7,34  | −10,6                      | −5,7                       | −5,2                       |
| dritte 10 %              | 9,85  | 9,52  | 8,80  | −10,6                      | −3,3                       | −7,6                       |
| vierte 10 %              | 11,25 | 11,24 | 10,56 | −6,1                       | −0,1                       | −6,1                       |
| fünfte 10 %              | 12,57 | 12,78 | 12,08 | −3,9                       | +1,6                       | −6,1                       |
| sechste 10 %             | 13,92 | 14,29 | 13,62 | −2,1                       | +2,6                       | −4,6                       |
| siebte10 %               | 15,43 | 15,87 | 15,26 | −1,1                       | +2,9                       | −3,9                       |
| achte 10 %               | 17,40 | 17,86 | 17,33 | −0,4                       | +2,6                       | −3,0                       |
| neunte 10 %              | 20,24 | 20,82 | 20,54 | +1,5                       | +2,9                       | −1,4                       |
| oberste 10 %             | 27,29 | 27,58 | 27,77 | +1,8                       | +1,1                       | +0,7                       |
| mittlerer Lohn insgesamt | 13,14 | 13,50 | 12,84 | -2,3                       | 2,8                        | -4,9                       |

## Abgrenzung
Der Zeitlohn bzw. das Zeitentgelt wird nach der Arbeitszeit ohne Rücksicht auf das erzielte Arbeitsergebnis bemessen, während das Leistungsentgelt vom erzielten Arbeitsergebnis abhängt. Beispiele sind dafür Prämienentgelt, Zielentgelt, Akkordentgelt usw. Ein Zeitlohn bzw. ein Zeitentgelt ist auch dann zu entrichten, wenn es während des Arbeitsprozesses zu Liege-, Ruhe- oder Wartezeiten kommt.